# Koalitionsvertrag der 21. Wahlperiode des Bundestages

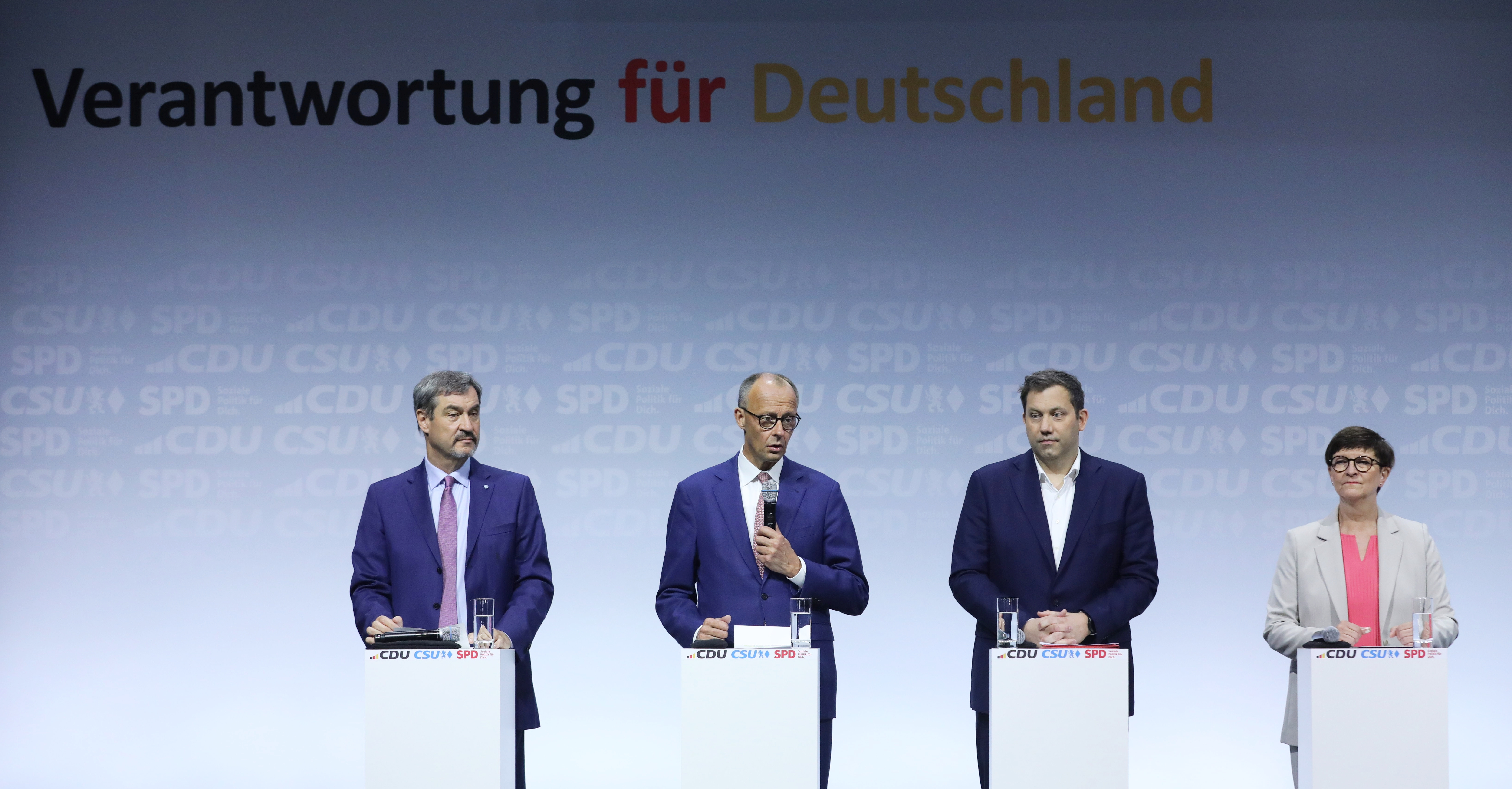
Unterzeichnung des Koalitionsvertrages: Markus Söder (CSU), Friedrich Merz (CDU), Lars Klingbeil (SPD) und Saskia Esken (SPD) im Gasometer Berlin

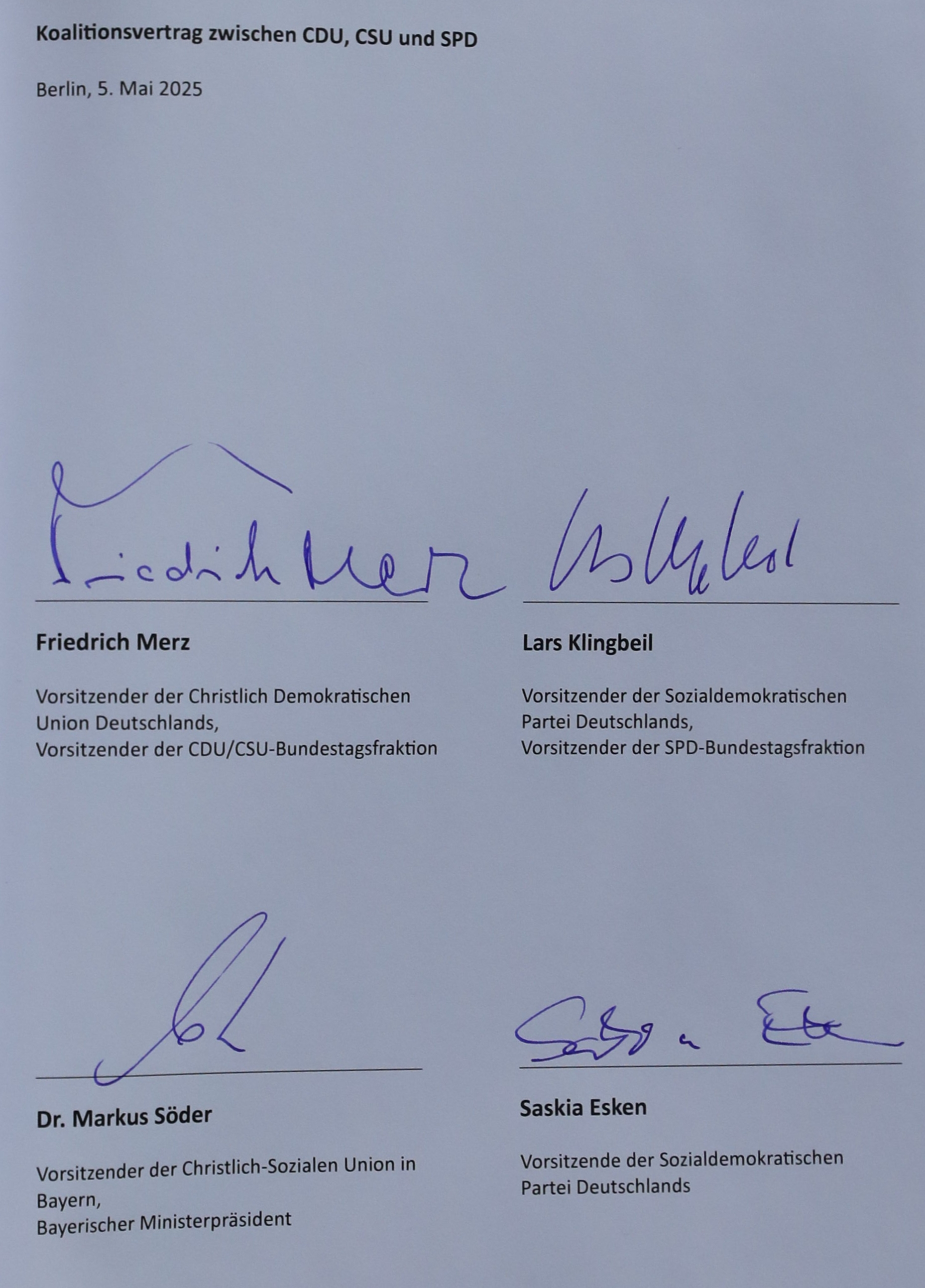
Unterzeichneter Koalitionsvertrag

Der Koalitionsvertrag der 21. Legislaturperiode des Deutschen Bundestages (Titel: Verantwortung für Deutschland) ist ein Dokument, das zwischen der Christlich Demokratischen Union Deutschlands (CDU), der Christlich-Sozialen Union in Bayern (CSU) und der Sozialdemokratischen Partei Deutschlands (SPD) für deren Zusammenarbeit im 21. Deutschen Bundestag und dem Kabinett Merz ausgestaltet wurde. Der Vertrag wurde nach der Bundestagswahl am 23. Februar 2025 verhandelt. Die Verhandlungen wurden am 9. April 2025 abgeschlossen. Er stand unter dem Vorbehalt einer Zustimmung aller Parteigremien und eines Mitgliedervotums bei der SPD. Nachdem die Parteien dem Ergebnis zugestimmt hatten, wurde der Koalitionsvertrag am 5. Mai 2025 von den Vorsitzenden unterzeichnet und damit formell abgeschlossen. 

## Geschichte

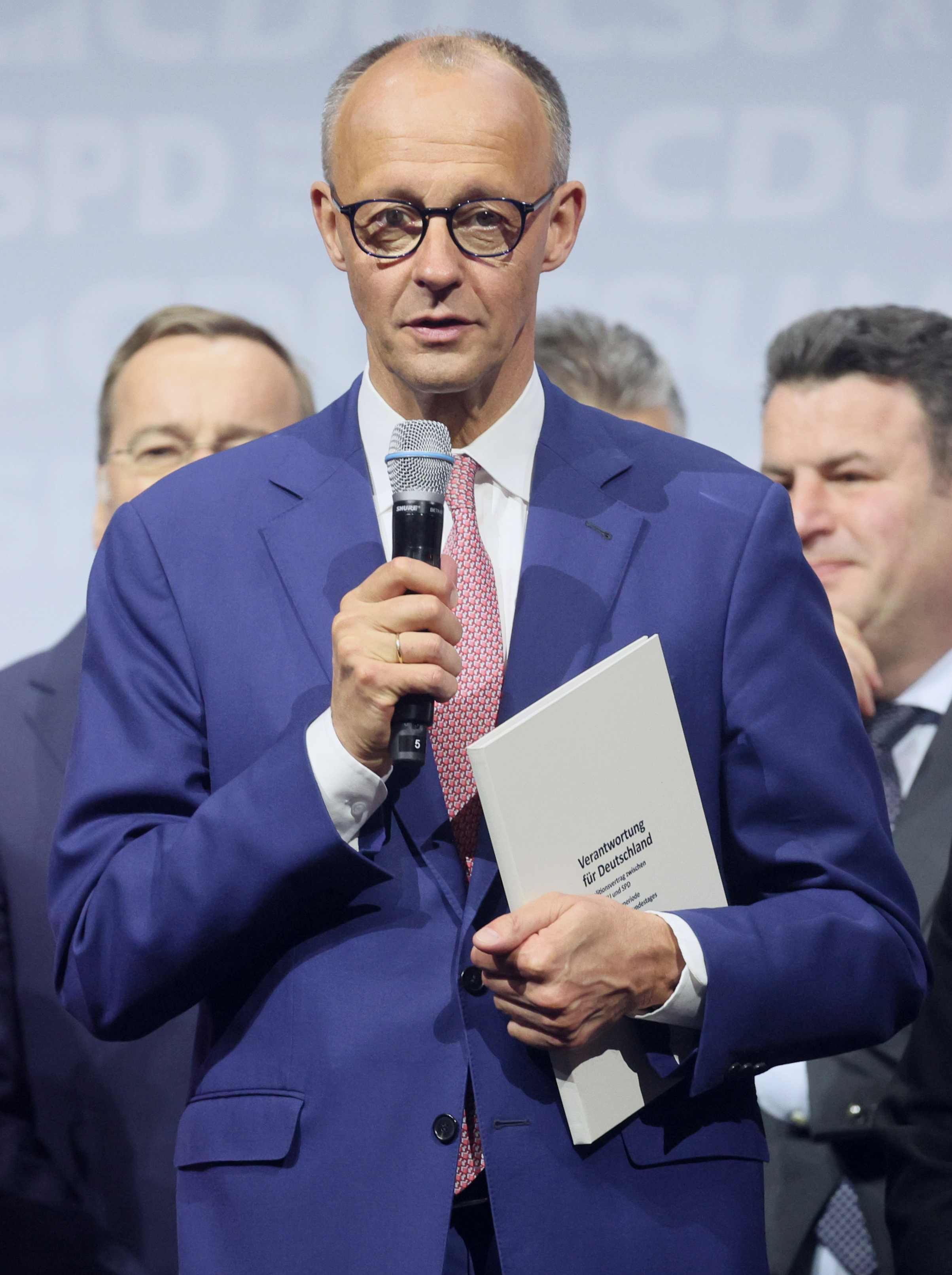
Friedrich Merz mit dem unterzeichneten Koalitionsvertrag

Nach der Bundestagswahl begannen am 13. März 2025 die Verhandlungen zur Koalitionsbildung, welche zum 9. April abgeschlossen wurden. Sie erfolgten in 16 Arbeitsgruppen. Zuvor wurde bereits, unter Zusammenarbeit mit den Grünen, noch im alten Bundestag die Grundlage für die Finanzierung der Vorhaben geschaffen, indem ein Sondervermögen Infrastruktur sowie eine Reform der Schuldenbremse gemeinsam verabschiedet wurden.

## Inhalt (Auswahl)
Die Vereinbarung gliedert sich in sechs Hauptkapitel, die zentrale Vorhaben in Bereichen wie Wirtschaft, Finanzen, Sicherheit, Migration, Außenpolitik und Regierungsführung umfassen.

### 1. „Neues Wirtschaftswachstum, gute Arbeit, gemeinsame Kraftanstrengung“
Dieses Kapitel enthält Vorhaben für die Bereiche Wirtschaft, Arbeit und Soziales, Verkehr und Infrastruktur, Bauen und Wohnen, Klimaschutz und Energie, sowie Landwirtschaft, Ernährung und Umwelt, darunter:
- Steuerfinanzierte Garantie eines Rentenniveaus von 48 Prozent und Ausweitung der Mütterrente unabhängig vom Geburtsjahr der Kinder.
- Keine Anhebung des Renteneintrittsalters, weiterhin abschlagfreie Rente ab 45 Beitragsjahren.
- Einbeziehung von Selbstständigen in die gesetzliche Rentenversicherung.
- „Frühstart-Rente“ ab 2026: Für jedes Kind in Ausbildung zwischen 6 und 18 Jahren sollen pro Monat 10 Euro in ein kapitalgedecktes Vorsorgedepot fließen.
- Reform des Bürgergelds zu einer Grundsicherung.
- Schaffung eines „Deutschlandpakets“ zur Beschleunigung von Planungs- und Genehmigungsverfahren.
- Senkung der Strompreise durch Absenkung der Stromsteuer auf das europäische Mindestmaß.
- Aufbau einer nationalen Wasserstoffinfrastruktur mit priorisiertem Markthochlauf.
- Einführung eines Tariftreuegesetzes bei öffentlichen Aufträgen.
- Ausbau von Infrastrukturprojekten insbesondere für Bahn, Digitalisierung und Wohnungsbau.
- Fortführung des Deutschlandtickets über 2025 hinaus, Erhöhung des Preises ab 2029.
- Förderung des Wohnungsbaus durch Sonderabschreibungen und eine neue Wohngemeinnützigkeit.

### 2. „Wirkungsvolle Entlastungen, stabile Finanzen, leistungsfähiger Staat“
Dieses Kapitel enthält Vorhaben für die Bereiche Haushalt und Finanzen, Digitales, Bürokratieabbau und Staatsmodernisierung, sowie Bildung und Forschung, darunter:
- Einführung einer degressiven Abschreibung von 30 Prozent für Ausrüstungsinvestitionen (2025 bis 2027).
- Senkung der Körperschaftsteuer in fünf Stufen um je ein Prozentpunkt ab 2028.
- Reduktion der Einkommensteuer für kleine und mittlere Einkommen ab Mitte der Legislaturperiode. Der Solidaritätszuschlag bleibt erhalten.
- Befürwortung einer Finanztransaktionssteuer auf europäischer Ebene.
- Einrichtung einer Expertenkommission zur Reform der Schuldenbremse bis Ende 2025.
- Einführung einer Bürger-ID zur Vereinfachung staatlicher Dienstleistungen.
- Digitalisierung und Entbürokratisierung durch Bürokratie-Check und Praxischecks.
- Schaffung einer maximalen wöchentlichen (anstatt einer täglichen) Höchstarbeitszeit
- Finanzierungsvorbehalt für alle Maßnahmen.

### 3. „Sicheres Zusammenleben, Migration und Integration“
Dieses Kapitel enthält Vorhaben für die Bereiche Inneres und Recht, sowie Migration und Integration, darunter:
- Einführung einer dreimonatigen Vorratsdatenspeicherung von IP-Adressen.
- Ausweitung der Quellen-Telekommunikationsüberwachung und automatisierten Datenanalyse mit Künstlicher Intelligenz einschließlich biometrische Gesichtserkennung und Kennzeichenerfassung.
- Aussetzung des Familiennachzugs zu subsidiär Schutzberechtigten für zwei Jahre.
- Abschiebungen nach Afghanistan und Syrien bei Straftätern und sogenannten Gefährdern werden wieder aufgenommen.
- Fortführung bundesweiter Grenzkontrollen.
- Ausweitung der Anzahl Sicherer Herkunftsstaaten
- Zurückweisung irregulärer Asylantragssteller an den deutschen Grenzen nach Absprache mit den anderen Nachbarländern
- Einführung einer Integrationsvereinbarung mit definierten Rechten und Pflichten.
- Förderung von Sprach-Kitas und Ausweitung des Startchancen-Programms auf Kindertagesstätten.
- Einführung eines befristeten Aufenthaltstitels für gut integrierte Geduldete.
- Abschaffung der beschleunigten Einbürgerung nach drei Jahren.

### 4. „Starker Zusammenhalt, standfeste Demokratie“
Dieses Kapitel enthält Vorhaben für die Bereiche Familie, Gleichstellung, Gesundheit, Kommunales, Kultur und Medien, darunter:
- Reform des Allgemeinen Gleichbehandlungsgesetzes (AGG) zur Stärkung des Diskriminierungsschutzes.
- Erhöhung des Elterngeldes.
- Prüfung eines Staatshaftungsgesetzes.
- Novellierung des Infektionsschutzgesetzes unter verfassungsrechtlichen Gesichtspunkten und Aufarbeitung der COVID-19-Pandemie.
- Einführung eines digitalen Gewaltschutzgesetzes zur Bekämpfung von Hass im Netz.
- Verbesserter Schutz von Journalisten durch Auskunftssperren.
- Förderung von Kultur- und Medienprojekten sowie Modernisierung des Gesetzes zur Deutschen Welle.
- Ausbau gemeinwohlorientierter Sportförderung und Ehrenamtsstrukturen.
- Schaffung einer Regelung, die die Sozialversicherungsfreiheit von Ärzten im Bereitschaftsdienst ermöglicht und Notfall- und Rettungsdienstreform.

### 5. „Verantwortungsvolle Außenpolitik, geeintes Europa, sicheres Deutschland“
Dieses Kapitel enthält Vorhaben für die Bereiche Äußeres, Verteidigung, Entwicklungspolitik und Europa, darunter:
- Erfüllung der Zwei-Prozent-Quote der NATO für Verteidigungsausgaben dauerhaft und strukturell.
- Ausweitung des freiwilligen Wehrdienstes am Vorbild Schwedens.
- Aufbau einer „wehrhaften Demokratie“ auch durch verstärkte zivile Resilienz und Zivilschutz.
- Stärkung der EU-Handlungsfähigkeit durch qualifizierte Mehrheitsentscheidungen im Rat in der Gemeinsamen Außen- und Sicherheitspolitik.
- Unterstützung der Ukraine durch Waffenlieferungen, zivile und politische Maßnahmen.
- Einrichtung eines Nationalen Sicherheitsrats und Lagezentrums im Kanzleramt.
- Förderung internationaler Partnerschaften und deutsche Kandidatur für den Sicherheitsrat der Vereinten Nationen 2027/28.
- Neujustierung der Entwicklungszusammenarbeit und Stärkung der Rüstungskontrolle.

### 6. „Vertrauensvolle Zusammenarbeit, erfolgreiches Regieren“
Dieses Kapitel enthält generelle Vereinbarungen zur Zusammenarbeit, darunter:
- Monatliche Treffen des Koalitionsausschusses zur Abstimmung grundsätzlicher Fragen.
- Einvernehmliche Abstimmung zu Gesetzesinitiativen und Personalentscheidungen.
- Ausschluss jeglicher Zusammenarbeit mit verfassungsfeindlichen oder rechtsextremen Parteien.
- Koordinierung der Europapolitik durch regelmäßiges EU-Monitoring auf Ebene der Staatssekretäre.
- Reform des Bundeswahlgesetzes und Einführung einer Sperrklausel bei Europawahlen.

#### Ressortverteilung
Das Amt des Bundeskanzlers erhält mit Friedrich Merz die CDU, der Vizekanzler soll von der SPD gestellt werden. Darüber hinaus wurde folgende Ressortverteilung vereinbart:
| CDU                                           | CSU                                  | SPD                                                      |
| --------------------------------------------- | ------------------------------------ | -------------------------------------------------------- |
| Bundeskanzleramt („Besondere Aufgaben“)       | Inneres                              | Finanzen                                                 |
| Wirtschaft und Energie                        | Forschung, Technologie und Raumfahrt | Justiz und Verbraucherschutz                             |
| Auswärtiges Amt                               | Ernährung, Landwirtschaft und Heimat | Arbeit und Soziales                                      |
| Bildung, Familie, Senioren, Frauen und Jugend |                                      | Verteidigung                                             |
| Gesundheit                                    |                                      | Umwelt, Klimaschutz, Naturschutz und nukleare Sicherheit |
| Verkehr                                       |                                      | Wirtschaftliche Zusammenarbeit und Entwicklung           |
| Digitalisierung und Staatsmodernisierung      |                                      | Wohnen, Stadtentwicklung und Bauwesen                    |

Neu ist ein eigenes Bundesministerium für Digitalisierung und Staatsmodernisierung. Die Digitalpolitik war zuvor im Verkehrsministerium angesiedelt. Aus dem bisherigen Bundesministerium für Bildung und Forschung wurde die Bildungspolitik herausgelöst und stattdessen in das Familienministerium integriert. Dafür erhielt das verbleibende Forschungsministerium auch ausdrücklich die Verantwortung für Technologie und Raumfahrt, welche bisher beim Bundesministerium für Wirtschaft und Klimaschutz angesiedelt war. Auch der Bereich Klimaschutz wurde aus diesem in das erweiterte Bundesministerium für Umwelt, Klimaschutz, Naturschutz und nukleare Sicherheit verlegt. Dieses verliert dafür seine Zuständigkeit für den Verbraucherschutz, welcher in das Bundesministerium der Justiz und für Verbraucherschutz übergeht. Zudem soll der Bereich Heimat aus dem Portfolio des bisherigen Bundesministerium des Innern und für Heimat in das erweiterte Bundesministerium für Ernährung, Landwirtschaft und Heimat überführt werden.
Auf Ebene der Staatssekretäre soll ein neuer Staatsminister für Sport und Ehrenamt im Bundeskanzleramt geschaffen werden. Der Staatsminister und Beauftragte der Bundesregierung für Ostdeutschland wurde nicht mehr beim Bundeskanzleramt, sondern beim Bundesministerium der Finanzen angesiedelt. Der Staatsminister und Beauftragte der Bundesregierung für Migration, Flüchtlinge und Integration wurde nicht mehr beim Bundeskanzleramt, sondern beim Bundesministerium für Arbeit und Soziales angesiedelt.

## Kritik

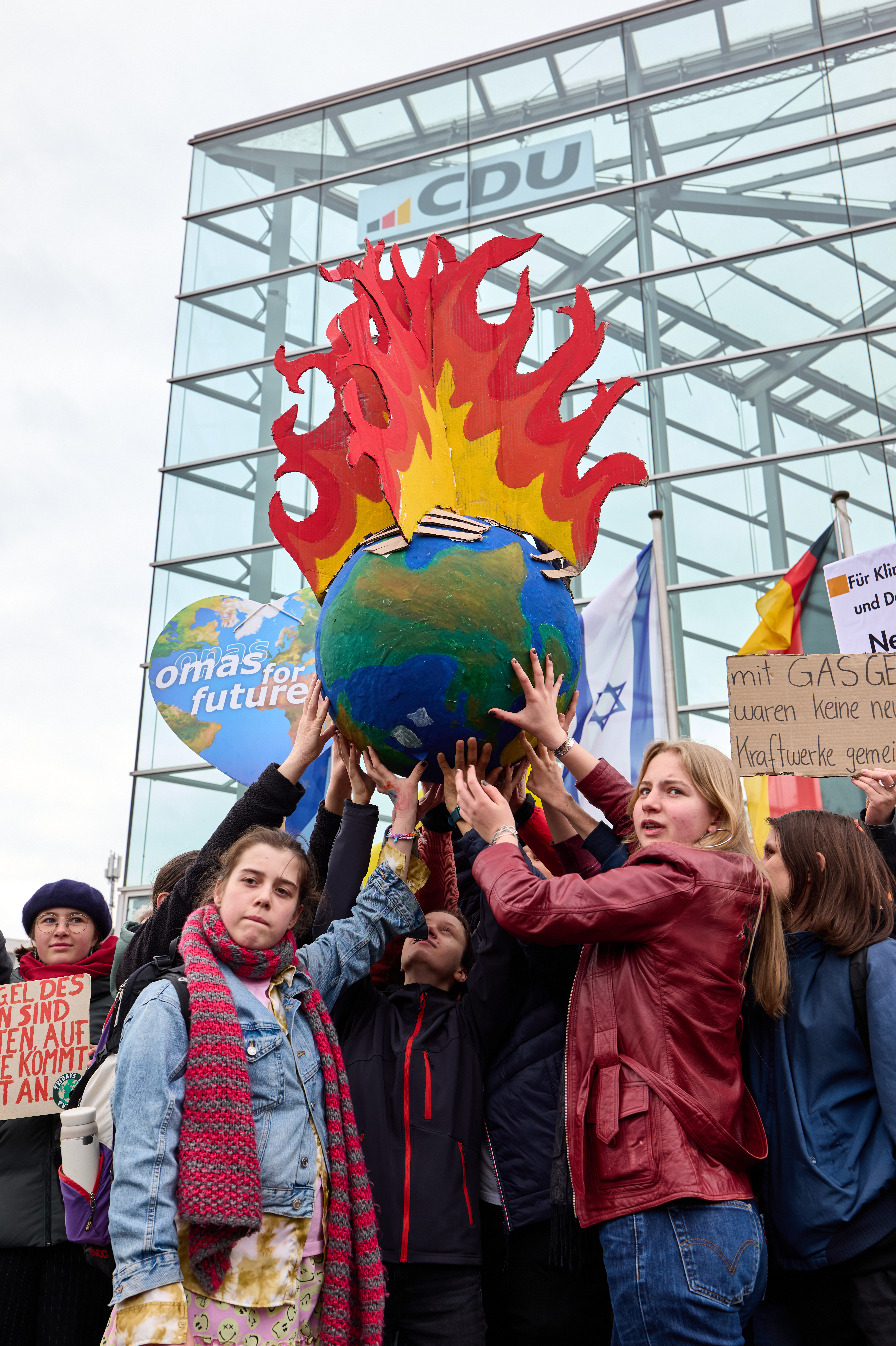
Protest von Fridays for Future vor dem Konrad-Adenauer-Haus am 11. April 2025

Die Co-Parteivorsitzende der Grünen, Franziska Brantner, sagte, der Koalitionsvertrag sei für „Europa Valium, obwohl Europa eine Energiespritze gebrauchen könnte.“ Sie monierte, dass viele Entscheidungen „in Kommissionen vertagt“ worden seien, und sie zog das Fazit: „Diese Koalition hat Geld wie Heu, aber Ideen wie Stroh“.
Ines Schwerdtner, die Co-Vorsitzende der Partei Die Linke, bezeichnete den Vertrag als „Koalitionsvertrag der Ignoranz und Hoffnungslosigkeit“, da er keinen Gestaltungswillen zeige und von ihr geforderte Elemente wie eine Vermögensteuer nicht darin vorkommen.
AfD-Co-Chefin Alice Weidel bezeichnete den Koalitionsvertrag als „Kapitulationsurkunde“ von Friedrich Merz und der Union. Sie äußerte, dass er nicht die wichtigsten Probleme angehe und kein einziges Wahlversprechen enthalte.
Der Chaos Computer Club bezeichnete die geplante Auswertung von Telekommunikations-, Autokennzeichen- und Biometriedaten als „Massenüberwachung“. „Informationelle Selbstbestimmung soll auf den Scheiterhaufen, Datennutzung und der ganze ‚KI‘-Quatsch sollen Priorität bekommen.“ Sie forderten die SPD-Mitglieder auf, dem Vertrag nicht zuzustimmen.
Claudia Kemfert vom Deutschen Institut für Wirtschaftsforschung begrüßte, dass die zukünftige Bundesregierung am Ziel der Klimaneutralität im Jahr 2045 festhalten wolle, bezweifelte jedoch, dass es mit den im Koalitionsvertrag genannten Maßnahmen erreicht werden könne. „Dies liegt im Wesentlichen daran, dass sowohl im Gebäude- als auch im Verkehrssektor Maßnahmen ergriffen werden sollen, die diese Ziele konterkarieren.“ Das Magazin Klimareporter kritisierte: „Klimaschutz hat jetzt hinter Wirtschaft und Wachstum zurückzutreten und wird durch Technikeuphorie ersetzt.“ Das SPD-eigene Netzwerk SPD.Klima.Gerecht warb im Vorfeld des Mitgliedervotums für die Ablehnung des Koalitionsvertrags.
Michael Kauch, FDP-Politiker und Bundesvorsitzender der Liberalen Schwulen, Lesben, Bi, Trans und Queer (LiSL), bezeichnete den Koalitionsvertrag als „Null-Nummer für queere Menschen“. Auch die Website queer.de kritisierte, dass dieser in Passagen zu queeren Themen unverbindlich bleibe, und befürchtet eine Verschärfung des Selbstbestimmungsgesetzes.
Der den Linken nahestehende Kölner Sozialwissenschaftler Christoph Butterwegge merkte an, eine Privilegierung der Rüstungsausgaben, wie sie in der reformierten Schuldenbremse vorgesehen ist, gebe es „sonst nur in faschistischen und Militärdiktaturen“. In der Sozialpolitik handele sich um eine „Rückschrittskoalition“ zurück zu Hartz IV. Außerdem hebt er die Uneinigkeit der Koalitionspartner hervor, die sich weder über die Erhöhung des Mindestlohns noch über die Steuersenkungen für kleine und mittlere Einkommen noch über die Voraussetzungen für die Zurückweisung von Asylantragstellern an den Grenzen im Einzelnen einig seien.
Die Gewerkschaft ver.di kritisierte, dass die neue Bundesregierung den Vermittlungsvorrang für Arbeitslose wieder einführen möchte. Damit würde die schnellstmögliche Vermittlung anstelle von Qualifikationen und Weiterbildungen wieder vorrangig werden. Die Gewerkschaft verwies darauf, dass sich Beschäftigungschancen bei einer geförderten beruflichen Weiterbildung langfristig verbessern.

## Koalitionsausschuss
Dem informellen Koalitionsausschuss der schwarz-roten Bundesregierung, der die wichtigsten Richtungsentscheidungen trifft und bei Meinungsverschiedenheiten entscheidet, gehören folgende Personen an:
| CDU                                                   | CSU                                    | SPD                                                     |
| ----------------------------------------------------- | -------------------------------------- | ------------------------------------------------------- |
| Friedrich Merz (Parteivorsitzender und Bundeskanzler) | Markus Söder (Parteivorsitzender)      | Lars Klingbeil (Co-Parteivorsitzender und Vizekanzler)  |
| Jens Spahn (Fraktionsvorsitzender)                    | Alexander Dobrindt (Innenminister)     | Bärbel Bas (Co-Parteivorsitzende und Arbeitsministerin) |
| Carsten Linnemann (Generalsekretär)                   | Alexander Hoffmann (Landesgruppenchef) | Matthias Miersch (Fraktionsvorsitzender)                |

Weitere Personen können bei Bedarf hinzugeladen werden, so waren etwa Kanzleramtschef Thorsten Frei (CDU) und Finanzstaatssekretär Björn Böhning (SPD) bereits als Schriftführer mit dabei.